# L'Acampador
L'Acampador, és una partida en part constituïda per camps de conreu del terme municipal de Conca de Dalt, al Pallars Jussà, a l'antic terme de Toralla i Serradell, en el territori del poble d'Erinyà.
Està situada al sud-est d'Erinyà, a la dreta i a prop del riu de Serradell. Té al nord-oest la partida de Fraires, al sud-oest la Costa i al sud-est la partida de Santfelius, així com al nord les Planes. Marca el seu límit meridional la Pista de Santfelius.